# Aegires minor
Aegires minor är en snäckart som först beskrevs av John Nevill Eliot 1904.
Aegires minor ingår i släktet Aegires och familjen Aegiridae. Inga underarter finns listade i Catalogue of Life.

## Bildgalleri

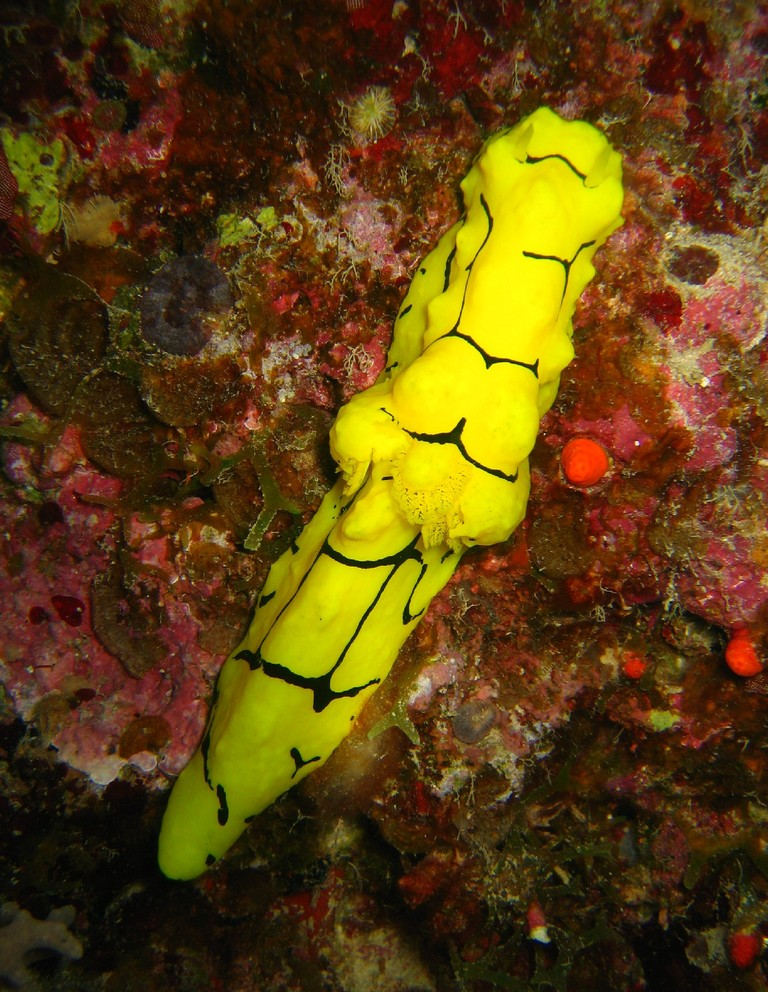